# مایا اوکاموتو
مایا اوکاموتو (انگلیسی: Maya Okamoto; ۳ فوریهٔ ۱۹۶۷ – ) صداپیشه، بازیگر، و خواننده اهل ژاپن بود. وی از سال ۱۹۸۵ میلادی تاکنون مشغول فعالیت بوده‌است.